# 1473 en musique classique
| \| • Retour à la chronologie générale de la musique classique • \| |
| Grèce • Rome • Haut Moyen Âge • VIIIe siècle • IXe siècle • Xe siècle • XIe siècle XIIe siècle • XIIIe siècle • XIVe siècle • XVe siècle • XVIe siècle • XVIIe siècle XVIIIe siècle • XIXe siècle • XXe siècle • XXIe siècle |
| • Retour à la chronologie générale de la musique classique • |

| Années en musique classique : 1470 - 1471 - 1472 - 1473 - 1474 - 1475 - 1476    |
| Décennies en musique classique : 1440 - 1450 - 1460 - 1470 - 1480 - 1490 - 1500 |

## Décès
- 24 janvier : Conrad Paumann, organiste, luthiste et compositeur allemand (° entre 1409 et 1415).
- 12 novembre : Simon le Breton, compositeur franco-flamand de l'école bourguignonne (° vers 1420).